# Suillia acroleuca
Suillia acroleuca är en tvåvingeart som först beskrevs av Speiser 1910.  Suillia acroleuca ingår i släktet Suillia och familjen myllflugor. Inga underarter finns listade i Catalogue of Life.